# Smith & Wesson M&P9
Smith & Wesson M&P9 je samonabíjecí pistole se závěrem uzamčeným Browningovým systémem blokem komory do výhozního okénka, postavená na těle z odolného polymeru. Pistole byla uvedena na trh americkou firmou Smith & Wesson v roce 2005.

## Historie
M&P9 přímo vychází z modelu Smith & Wesson Sigma, ale nesdílí s ním žádné součásti. Oproti předchozímu modelu má vylepšenou ergonomii úchopu a chod spouště. Název zbraně M&P je zkratkou z Military and Police (vojsko a policie) a prozrazuje její primární určení výrobcem jako služební zbraň.

## Technické detaily
M&P je samonabíjecí pistole s přímoběžným částečně předepnutým úderníkem (podobně jako pistole značky Glock). Zbraň je v ráži 9x19 (9mm Luger).

### Ovládání a bezpečnostní prvky
Zbraň je vybavena automatickou úderníkovou pojistkou, takže nemůže dojít k výstřelu, aniž by byla spoušť zmáčknutá v plné délce chodu, a to ani při pádu pistole na tvrdý povrch. Dalším bezpečnostním prvkem je spoušťová pojistka znemožňující pohyb spouště, není-li na ní správným způsobem vyvíjen tlak prstem střílející ruky. Od roku 2009 je možno pistoli pořídit i s vnější manuální pojistkou. Nabití komory zbraně je možno vizuálně kontrolovat skrze profrézovaný port ze shora komory. Zbraň je vybavena střeleckou pohotovostí, záchyt závěru se nachází na obou stranách rámu. Záchyt zásobníku je možno přesunout na pravou stranu pro usnadnění manipulace levorukým uživatelům. Nad spouští se nachází rozborná páka.

### Rám a závěr
Tělo zbraně je vyrobeno z odolného zytelového polymeru a je vyztuženo ocelovým kontejnerem. Hřbet rukojeti je výměnný a standardně se dodává ve třech velikostech. Závěr a hlaveň jsou vyrobeny z nerezové oceli a ošetřeny nitridací. Pistole má velice nízký profil a hluboko posazený bobří ocas, díky čemuž je osa hlavně nízko nad střelcovou rukou. Nízkou stavbou se tak docílilo minimálního zdvihu hlavně při výstřelu. Před lučíkem je zbraň vybavena standardní picatinny lištou na příslušenství. Lučík je rozšířený pro pohodlné ovládání zbraně v rukavicích. Rám je standardně dodáván v černé barvě, ale vyrábí se i hnědá (Flat Dark Earth) varianta.

### Spoušť a funkční cyklus
Po nasunutí náboje do komory a uzamčení závěru je úderník zachycen v zadní pohotovostní pozici, avšak není v plně napnutém stavu. Pohyb spouště nejprve kulisou spouště pozvedne pojistný čep úderníkové pojistky, čímž umožní úderníku volný pohyb. další pohyb kulisy plně předepne úderníkovou pružinu, po jejímž uvolnění úderník předá impuls zápalníku a ten napíchne zápalku náboje v komoře. Dojde k iniciaci prachové slože a k vymetení střely hlavní. Tlak plynů při výstřelu způsobí pohyb hlavně a závěru směrem vzad, hlaveň poklesne, čímž dojde k odemčení závěru. Závěr pokračuje dál vzad, externí vytahovač vytáhne prázdnou nábojnici z komory a ta je dále vyhozena velkým okýnkem za pomoci vyhazovače. Když závěr dosáhne zadní polohy opět předepne úderníkovou pružinu a za pomoci závěrové pružiny se vydá opět kupředu. Cestou nabere ze zásobníku nový náboj a zasune ho do komory. Funkční cyklus je u konce.
Spoušť má standardně délku chodu 7,6 mm a odpor 29 N.

### Závěr
Závěr je v zadní části vybaven vlnkovaným zdrsněním pro snadnější manipulaci při přebíjení či odstraňování závad. Standardně dodávaná mířidla jsou kovová, zvýrazněná třemi bílými tečkami. Muška i hledí umožňují stranovou korekci. Hledí je šikmé a na závěru netvoří hranu, čímž přispívá ke snížené šanci zachycení o oblečení při tasení ze skrytého nošení. Mířidla mohou být vyměněna za jiná dle preferencí uživatele (např. tritiová, světlovodné vlákno).

### Zásobník
Zásobník je z ocelového plechu a je doplněn plastovou botkou. Pojme až 17 nábojů ráže 9x19. Na boku je vybaven otvory pro kontrolu zbývající kapacity střeliva. Ke zbrani jsou standardně dodávány 2 kusy zásobníků.

## Technická data
Pistole M&P9
| Ráže                         | 9mm Luger |
| Kapacita                     | 17+1      |
| Délka hlavně                 | 108 mm    |
| Celková délka                | 194 mm    |
| Celková výška                | 140 mm    |
| Celková šířka                | 30 mm     |
| Hmotnost prázdné zbraně      | 680,4 g   |
| Hmotnost prázdného zásobníku | 90,7 g    |